# Дембица
Дембѝца (на полски: Dębica) е град в Югоизточна Полша, Подкарпатско войводство. Административен център е на Дембишки окръг, както и на селската Дембишка община, без да е част от нея. Самият град е обособен в самостоятелна градска община с площ 33,83 км2.

## География
Градът се намира в историческия регион Малополша. Разположен е край десния бряг на река Вислока, десен приток на Висла. Отстои на 35 км източно от Тарнов, на 30 км южно от Мелец и на 58 км западно от Жешов.

## История
Първото споменаване на селището в писмен източник датира от 1293 г.
В периода 1975 – 1998 година е част от Тарновското войводство.

## Население
Според данни от полската Централна статистическа служба, към 1 януари 2014 г. населението на града възлиза на 46 854 души. Гъстотата е 1 385 души/км2.

## Административно деление
Градът е разделен на 11 микрорайона (ошедле)
- Гавжило̀ва
- Жешо̀вска
- Кавѐнчин
- Кѐпа Волѝца
- Крако̀вска-Полу̀дне
- Крако̀вска-Пу̀лноц
- Мицкевѝча
- Па̀на Тадѐуша
- Слонѐчна
- Цѐнтрум
- Швентосла̀ва

## Личности

### Родени в града
- Кшищоф Пендерецки, композитор
- Ришард Шивец, философ и войник от Армия Крайова
- Валерия Шаляй-Грьоле, писателка
- Юзеф Бушко, историк
- Войчех Кавински, писател
- Лешек Пиш, футболист, национал

## Градове партньори
- Пюрс, Белгия
- Окръг Кучова, Албания
- Поморие, България
- Обзор, България
- Велки Медер, Словакия
- Карей, Румъния
- Свищов, България
- Муро, Испания
- Дунайварош, Унгария
- Капувар, Унгария